# Permild & Rosengreen
Permild & Rosengreen er en dansk grafisk virksomhed, grundlagt 1947 som Permild & Rosengreens litografiske Anstalt af Verner Permild (1921-1983) og Bjørn Rosengreen. Firmaet har siden oprettelsen fremstillet litografier, kunstplakater, kunstbøger, kunstkataloger, kunstkalendere mv. I 1967 forlod Rosengreen firmaet, og Permild blev eneindehaver.
I 1950'erne og 1960'erne udgav virksomheden tryk, bøger og plakater udført af avantgardekunstnere og -grupper, bl.a. fra COBRA (Asger Jorn) og Situationistisk Internationale (Guy Debord, Jørgen Nash).
Oprindeligt lå firmaet i Overgaden oven Vandet på Christianshavn, men ligger nu i Roskilde samt i Harlow, England.

## Ekstern henvisning
- Officiel hjemmeside
- Permild & Rosengreen i Det Centrale Virksomhedsregister (CVR)

|  | Denne artikel om en virksomhed kan blive bedre, hvis der indsættes et (bedre) billede. Du kan hjælpe ved at afsøge Wikimedia Commons for et passende billede eller lægge et op på Wikimedia Commons med en af de tilladte licenser og indsætte det i artiklen. |

55°38′46.0″N 12°08′37.4″Ø / 55.646111°N 12.143722°Ø